# Феррерс, Генри, 4-й барон Феррерс из Гроуби
Генри де Феррерс (англ. Henry de Ferrers; 6 февраля 1356, Тилти, Эссекс, Королевство Англия —3 февраля 1388) — английский аристократ, 4-й барон Феррерс из Гроуби с 1371 года. Участник Столетней войны.

## Биография
Генри де Феррерс принадлежал к знатному английскому роду нормандского происхождения, представители которого носили титул графов Дерби в 1138—1266 годах. Он родился в 1356 году в семье Уильяма де Феррерса, 3-го барона Феррерса из Гроуби, и его первой жены Маргарет Уффорд. После смерти отца в 1371 году Генри унаследовал баронский титул и обширные семейные владения. Он столкнулся с кознями вассалов: в источниках упоминаются некие Эдмунд де Стеббинг и Роберт де Брейденхэм, которые с помощью поддельных документов пытались присвоить поместья Феррерсов в Эссексе и Уорикшире.
Феррерс полностью вступил в свои права в 1377 году, когда ему исполнился 21. В 1382 году, после смерти бездетного Уильяма Уффорда, 2-го графа Саффолка, приходившегося ему дядей по матери, Генри унаследовал часть его владений. Генри регулярно заседал в парламенте как лорд Феррерс, работал в составе местных комиссий в Лестершире, где находилась его главная резиденция, нёс военную службу. Он воевал на континенте в 1377 году (под началом Томаса Вудстока, графа Бекингема), в 1378 (под началом Джона Гонта, герцога Ланкастерского), в 1380 (в Бретани, снова под командованием Бекингема). В 1385 году барон участвовал в шотландском походе короля Ричарда II. Он умер 3 февраля 1388 года, в неполные 32 года.
Барон был женат на Джоан Хоо, дочери сэра Томаса Хоо и Изабель Сент-Леджер. В этом браке родился сын Уильям (1372—1445), 5-й барон Феррерс из Гроуби. Джоан пережила мужа и умерла в 1394 году.